# 1. Līga 2010
La 1. Līga 2010 è stata la 19ª edizione della seconda divisione del Campionato lettone di calcio dalla ritrovata indipendenza. Il Gulbene-2005 ha vinto il campionato, ottenendo la promozione in massima serie.

## Stagione

### Novità
Il campionato era composto da 12 squadre, invece di 14. Le due squadre promosse nello scorso campionato si iscrissero regolarmente; qualcosa di simile accadde con le retrocesse, anche se in maniera rocambolesca: l'ultima classificata era infatti il Dinaburg, che fu di fatto esclusa dal campionato, quando era in buona posizione, per uno scandalo calcioscommesse; il Daugava, che era la sua formazione riserve fu, però, ripescata, nonostante il nono posto della scorsa stagione, e iscrisse alla 1. Līga la sua formazione riserve.
Non si iscrissero, inoltre, la formazione riserve dello Skonto e il Kauguri; si iscrisse, invece, la formazione riserve del neo promosso Jelgava e due squadre ripescate dalla 2. Līga: il Gulbene-2005 (giunto alle semifinali nazionali) e il Kuldīga (finito secondo nel suo girone); nessuna delle due vincitrici della 2. Līga, infatti, esercitarono il loro diritto ad iscriversi.
Per altro il Gulbene-2005 dominò il campionato, vincendo tutte le partite tranne la trasferta contro il neo retrocesso Daugava/RFS.

### Formula
Le dodici squadre partecipanti si affrontavano in turni di andata e ritorno per un totale di 22 incontri per squadra. La formazione prima classificata era promossa in Virslīga 2011, la seconda effettuava uno spareggio con la penultima di Virslīga 2010, mentre le ultime classificate erano retrocesse in 2. Līga. Come sempre le formazioni riserve non concorrevano alla promozione in massima serie.
Erano assegnati tre punti per la vittoria, uno per il pareggio e zero per la sconfitta. In caso di arrivo in parità si teneva conto della classifica avulsa.

## Squadre partecipanti
| Club                  | Città      | Stagione precedente                          |
| --------------------- | ---------- | -------------------------------------------- |
| Auda Ķekava           | Rīga       | 7° in 1. Līga                                |
| Daugava Daugavpils II | Daugavpils | 9° in 1. Līga                                |
| Daugava/RFS           | Rīga       | 8° in Virslīga, perde i play-out, retrocesso |
| Gulbene-2005          | Gulbene    | 4° in 2. Līga, ripescato                     |
| Jelgava-2             | Jelgava    | Non iscritto                                 |
| Jūrmala               | Jūrmala    | 4° in 1. Līga                                |
| Kuldīga               | Kuldīga    | 2º nel girone Kurzeme di 2. Līga, ripescato  |
| Metalurgs Liepāja-2   | Liepāja    | 3° in 1. Līga                                |
| Metta/LU              | Rīga       | 6° in 1. Līga                                |
| Spartaks Jūrmala      | Jūrmala    | 12° in 1. Līga                               |
| Tukums 2000           | Tukums     | 10° in 1. Līga                               |
| Valmiera              | Valmiera   | 11° in 1. Līga                               |

## Classifica finale
|  | Pos. | Squadra               | Pt | G  | V  | N | P  | GF | GS  | DR  |
|  | ---- | --------------------- | -- | -- | -- | - | -- | -- | --- | --- |
|  | 1.   | Gulbene-2005          | 64 | 22 | 21 | 1 | 0  | 85 | 14  | +71 |
|  | 2.   | Jūrmala               | 46 | 22 | 14 | 4 | 4  | 47 | 19  | +28 |
|  | 3.   | Daugava/RFS           | 44 | 22 | 13 | 5 | 4  | 51 | 27  | +24 |
|  | 4.   | Metalurgs Liepāja-2   | 43 | 22 | 13 | 4 | 5  | 55 | 31  | +24 |
|  | 5.   | Metta/LU              | 36 | 22 | 10 | 6 | 6  | 42 | 25  | +17 |
|  | 6.   | Valmiera              | 31 | 22 | 9  | 4 | 9  | 33 | 40  | −7  |
|  | 7.   | Daugava Daugavpils II | 24 | 22 | 7  | 3 | 12 | 28 | 35  | −7  |
|  | 8.   | Auda Ķekava           | 24 | 22 | 6  | 6 | 10 | 21 | 33  | −12 |
|  | 9.   | Spartaks Jūrmala      | 22 | 22 | 6  | 4 | 12 | 32 | 41  | −9  |
|  | 10.  | Tukums 2000           | 19 | 22 | 4  | 7 | 11 | 33 | 46  | −13 |
|  | 11.  | Jelgava-2             | 15 | 22 | 4  | 3 | 15 | 21 | 42  | −21 |
|  | 12.  | Kuldīga               | 4  | 22 | 1  | 1 | 20 | 14 | 109 | −95 |

## Risultati
|                      | D2D | GUL | FCJ | AUD | DRI | KUL  | JEL | VAL | SPJ | TUK | MLU | LM2  |
| Daugava-2 Daugavpils |     | 0–2 | 2–2 | 2–1 | 1–2 | 7–1  | 5–0 | 1–2 | 3–2 | 1–0 | 0–2 | 0–3  |
| FB Gulbene           | 2–0 |     | 3–2 | 5–0 | 6–0 | 9–0  | 6–1 | 5–1 | 5–0 | 5–2 | 2–0 | 6–2  |
| FC Jūrmala           | 4–0 | 0–1 |     | 2–1 | 1–3 | 3–1  | 1–0 | 3–0 | 2–0 | 3–2 | 5–1 | 4–1  |
| Auda                 | 1–0 | 0–3 | 0–0 |     | 1–4 | 4–1  | 0–1 | 0–2 | 1–1 | 2–2 | 0–0 | 2–0  |
| Daugava/RFS Riga     | 2–0 | 1–1 | 0–1 | 3–1 |     | 11–0 | 1–0 | 5–0 | 2–1 | 1–1 | 3–2 | 2–2  |
| Kuldīga              | 2–1 | 0–5 | 0–3 | 0–2 | 2–2 |      | 0–5 | 0–3 | 1–2 | 1–5 | 0–5 | 0–10 |
| Jelgava-2            | 0–1 | 3–7 | 0–5 | 0–1 | 0–1 | 7–1  |     | 1–0 | 1–1 | 1–1 | 0–1 | 0–4  |
| Valmieras FK         | 2–1 | 0–1 | 1–1 | 0–0 | 3–1 | 5–2  | 2–0 |     | 3–1 | 2–1 | 0–3 | 1–1  |
| Spartaks Jūrmala     | 1–1 | 0–3 | 1–2 | 1–2 | 1–3 | 4–1  | 1–0 | 6–1 |     | 1–0 | 0–0 | 1–3  |
| Tukums 2000          | 1–1 | 0–4 | 1–1 | 1–1 | 1–3 | 3–1  | 2–1 | 3–2 | 1–5 |     | 0–0 | 3–4  |
| FS METTA/LU          | 0–1 | 2–3 | 0–2 | 2–0 | 2–1 | 8–0  | 0–0 | 2–2 | 3–1 | 3–1 |     | 3–1  |
| Liepājas Metalurgs-2 | 3–0 | 0–1 | 1–0 | 3–1 | 0–0 | 5–0  | 1–0 | 2–1 | 3–1 | 3–2 | 3–3 |      |

## Verdetti finali
- Gulbene promosso in Virslīga 2011.
- Jurmala ammesso allo spareggio promozione, in seguito promosso per rinuncia del Tranzit.
- Jelgava-2 e Kuldīga retrocessi in 2. Līga.